# Kornelije Kovač
Corneliu Covaci sau Corneliu Kovács (sârbă: Kornelije Kovač/Корнелије Ковач, maghiară: Kovács Kornél, poreclit "Bata", n. 1 ianuarie 1942, Niș, Serbia - d. 13 septembrie 2022) a fost un compozitor, cântăreț și dirijor sârb de etnie maghiară.

### Viața timpurie
Se naște în 1942 la Niš în teritoriul comandantului militar în Serbia, fiul unui tată de origini maghiare și mamă sârbă. Kovač a crescut într-o familie de artiști. Bunicul său era dirijor, tatăl era profesor de muzică și violonist, iar mama cânta într-un cor de operă. Fratele său, Mihai Kovács (Mihajlo Kovač) a fost și el cântăreț, dar a intrat ulterior în politică și jurnalism. Corneliu este căsătorit cu Spomenka Kovač și are 3 fiice: Alexandra (n. 1972 la Belgrad), Cristina (n. 1974 la Belgrad) și Ana Kovač (sârba: Aleksandra, Kristina și Anja), Alexandra și Cristina fiind și ele implicate în muzică.
Kovač la început a studiat la liceul muzical din Subotița, după care a încercat să intre la Academia de Muzică din Belgrad, dar a picat examenul de admitere, așa că a studiat la Sarajevo unde a absolvit Academia de Arte Muzicale a Universității din Sarajevo, departamentul Pian Și Teorie.

### Formația Indexi
Se alătură formației Indexi în 1966, cu care va cânta în URSS în 1967. În timp ce a stat la Sarajevo a compus piesele Boj na Mišaru și Ako jednom budeš sama. Colaborarea cu Indexi i-a adus faimă, dar după ce face serviciul militar în JNA, el se stabilește la Belgrad, pentru a încerca un proiect propriu.

### Korni Grupa și cariera după 1974
Korni grupa (de asemenea cunoscută ca "Corneii") a fost înființată în septembrie 1968, alături de Boian Hreliaț, Vladimir Furdui, Velibor Kațl și Miroslava Koiadinovici. Formația are un succes imens in Iugoslavia, dar se destramă în 1974 (formația s-a mai reunit doar în 1987, la concertul „Legende YU Rocka”/Legendele rockului iugoslav). Își continuă însă, cariera de compozitor. A lucrat cu Rodoliub „Roki” Vulovici, Lepa Brena, Voican Borisavlievici, Dușan Prelevici, Dalibor Brun, Dado Topici, Iosif Bocek, Zdravko Ciolici și Zlatko Peiacovici.
În 1979 se stabilește în Anglia, unde lucreaza la diverse proiecte muzicale. Kornelije Kovač a scris muzică pentru teatru, filme și televiziune. Cântecele sale erau în multe albume care au fost lansate în Iugoslavia, Spania, Franța, America, Suedia, Olanda, Finlanda, etc.